# Kim Hye-soo
Kim Hye-soo (김혜수?, Gim HyesuLR, Kim Hye-suMR; Pusan, 5 settembre 1970) è un'attrice sudcoreana.

## Filmografia

### Cinema
- Ggambo (깜보), regia di Lee Hwang-rim (1986)
- Suleong-eseo geonjin naettal 2 (수렁에서 건진 내 딸 2), regia di Kim Ho-seon (1986)
- Geu majimak gyeoul (그 마지막 겨울), regia di Jeong So-yeong (1988)
- Eoreundeul-eun molrayo (어른들은 몰라요), regia di Lee Gyu-hyeong (1988)
- Oseam (오세암), regia di Park Chul-Soo (1990)
- Ilh-eobeolin neo (잃어버린 너), regia di Won Jung-soo(1991)
- Love-Pro, Marriage-Amateur (연애는 프로, 결혼은 아마츄어), regia di Kim Do-gyeong e Lee Doo-yong (1993)
- Cheot sarang (첫사랑), regia di Lee Myung-se (1993)
- Yeong-wonhan jegug (영원한 제국), regia di Park Jong-won (1994)
- Blue Seagull, regia di Oh Jung-il - voce (1994)
- Naneun somanghanda naege geumjidoen geos-eul (나는 소망한다 내게 금지된 것을), regia di Jang Gil-su (1994)
- Namjaneun goelo-wo (남자는 괴로워), regia di Lee Myung-se (1994)
- Hollywood Kid eu saeng-ae (헐리우드 키드의 생애), regia di Chung Ji-young (1994)
- Yeongwonhan jeguk (영원한 제국), regia di Park Jong-won (1995)
- Namjanun goerowe (남자는 괴로워), regia di Lee Myung-Se (1995)
- Dakteo Bong (닥터봉), regia di Lee Kwang-Hoon (1995)
- Change (체인지), regia di Lee Jin-Suk (1997)
- Mister Condom (미스터 콘돔), regia di Yang Yun-ho (1997)
- Jjim (찜), regia di Han Ji-seung (1998)
- Too Tired to Die (투 타이어드 투 다이), regia di Wonsuk Chin (1998)
- Dakteo K (닥터 K), regia di Kwak Kyung-taek (1999)
- Shinlaui dalbam (신라의 달밤), regia di Kim Sang-jin (2001)
- Memories, episodio di Three (쓰리, Saam gaang), regia di Kim Ji-woon (2002)
- YMCA Yagudan (YMCA 야구단), regia di Kim Hyun-seok (2002)
- Eolguleobtneun minyeo (얼굴없는 미녀), regia di Kim In-sik (2004)
- The Red Shoes (분홍신), regia di Kim Yong-kyoon (2005)
- Tazza (타짜), regia di Choi Dong-hoon (2006)
- Baram pigi joheun nal (바람 피기 좋은 날), regia di Jang Moon-il (2007)
- Johji anihanga (좋지 아니한가), regia di Jeong Yoon-chul (2007)
- Yeolhanbeonjjae eomma (열한번째 엄마), regia di Kim Jin-sung (2007)
- Modern Boy (모던보이), regia di Jung Ji-woo (2008)
- Yongseo (용서), regia di Jo Wook-hee - documentario, voce (2008)
- Icheung-ui akdang (이층의 악당), regia di Son Jae-Gon (2010)
- The Thieves (도둑들, Dodukdeul), regia di Choi Dong-hoon (2012)
- Younghwapan (영화판), regia di Heo Chul - documentario, se stessa (2012)
- Gwansang (관상), regia di Han Jae-rim (2013)
- Coin Locker Girl (차이나타운), regia di Han Jun-hee (2015)
- Goodbye Single (굿바이 싱글), regia di Kim Tae-gon (2016)
- Miok (미옥?), regia di Lee An-gyu (2017)
- Gukgabudoui nal (국가부도의 날?), regia di Choi Kook-Hee (2018)

### Televisione
- Sun Shim-lee (순심이) – serie TV (1988)
- Senoya (세노야) – serie TV (1989)
- Jaemiitneun sesang (재미있는 세상) – serie TV (1990)
- Jangmibit insaeng (장미빛 인생) – serie TV (1991)
- Tokkaebiga ganda (도깨비가 간다) – serie TV (1994)
- Jjak (짝) – serie TV (1994-1998)
- Sarangkwa kyeolhon (사랑과 결혼) – serie TV (1995)
- Yeonaeui kicho (연애의 기초) – serie TV (1995)
- Sakwa kkot hyangki (사과꽃 향기) – serie TV (1996)
- Boksuhyeoljeon (복수혈전) – serie TV (1997-1998)
- Wooriga jeongmal saranghaesseulkka (우리가 정말 사랑했을까) – serie TV (1999)
- Kuk-hee (국희) – serie TV (1999)
- Hwang geum shi dae (황금시대) – serie TV (2000-2001)
- Jang Hee-bin (장희빈) – serie TV (2002-2003)
- Hankangsutareyong (한강수타령) – serie TV (2004-2005)
- Style (스타일) – serie TV (2009)
- Jeulgeowoon naui jib (즐거운 나의 집) – serie TV (2010)
- Kkonminam ramyeongage (꽃미남 라면가게) – serie TV, episodio 1x1, cameo (2011)[2]
- Jikjangui shin (직장의 신) – serie TV (2013)
- Signal (시그널) – serie TV (2016)
- Nangman doctor Kim Sa-bu (낭만닥터 김사부) – serie TV, episodi 1x20-1x21 (2017)
- Hyena (하이에나?) – serie TV (2020)
- La giudice (소년 심판?, Sonyeon simpanLR) – serie TV (2022)
- Under the Queen's Umbrella (슈룹?, SyurupLR) – serie TV (2022)

## Doppiatrici italiane
Nelle versioni in italiano delle opere in cui ha recitato, Kim Hye-soo è stata doppiata da:
- Daniela Calò in The Red Shoes
- Rachele Paolelli in The Thieves
- Elena Perino in La giudice